# Hóquei sobre a grama nos Jogos Pan-Americanos de 2007 - Masculino
O torneio masculino de hóquei sobre a grama nos Jogos Pan-Americanos de 2007 foi realizado entre os dias 16 e 25 de julho, no Centro de Hóquei sobre Grama do Complexo Esportivo Deodoro, no Rio de Janeiro, Brasil. O torneio também serviu como evento classificatório para os Jogos Olímpicos de Verão de 2008, em Pequim, China.
O Canadá conquistou a medalha de ouro após derrotar a Argentina na final por 5–4, em uma disputa de pênaltis após o empate por 2–2 no tempo regulamentar. O Chile ficou com a medalha de bronze ao vencer Trinidad e Tobago por 5–3 na disputa pelo terceiro lugar.

## Medalhistas
|  | CAN Canadá |  | ARG Argentina |  | CHI Chile |
|  | Matthew Peck Michael Mahood Anthony Wright Scott Tupper Marian Schole Ken Pereira Wayne Fernandes Peter Short Dave Jameson Robert Short Scott Sandison Connor Grimes Paul Wettlaufer Ranjeev Deol Ravi Kahlon Sukhwinder Singh |  | Juan Manuel Vivaldi Juan Ignacio Gilardi Pedro Ibarra Mariano Rodolfo Chao Mario Nicolás Almada Lucas Martín Rey Rodrigo Nicolás Vila Lucas Vila Jorge Maximiliano Lombi Fernando Óscar Zilberberg Matías Enrique Paredes Tomás Argento Matías Rey Lucas Argento Lucas Rafael Rossi Ricardo Óscar Bergner |  | Mathias Anwandter Ian Koppenberger Gabriel Thiermann Alfredo Thiermann Matías Vogel Esteban Krainz Cristóbal Rodríguez Pablo Kuhlenthal Felipe Montegu Matías Amoroso Sebastián Kapsch Alan Stein Felipe Casanova Thomas Kannegiesser Martín Sotomayor Mauro Scaff |

## Formato
O torneio contou com oito equipes divididas em dois grupos de quatro, onde todas as seleções enfrentaram-se dentro de seus respectivos grupos. Os dois melhores de cada grupo avançaram às semifinais, enquanto os demais disputaram partidas de classificação para definir as posições finais.

## Árbitros
A Federação Pan-Americana de Hóquei nomeou os seguintes árbitros para o torneio:
- Saleem Aaron ( USA)
- Murray Grime ( AUS)
- Daniel Lopez Ramos ( URU)
- Albert Marcano ( TRI)
- Germán Montes de Oca ( ARG)
- Raúl Peña Vila ( CUB)
- Sumesh Putra ( CAN)
- Amarjit Singh ( MAS)
- Constantine Soteriades ( USA)
- Diego Wenz Küpfer ( CHI)

## Resultados

### Primeira fase

#### Grupo A
| Equipe                | Pts | J | V | E | D | GF | GC | Dif |
| --------------------- | --- | - | - | - | - | -- | -- | --- |
| ARG Argentina         | 9   | 3 | 3 | 0 | 0 | 30 | 1  | +29 |
| TRI Trinidad e Tobago | 6   | 3 | 2 | 0 | 1 | 11 | 9  | +2  |
| CUB Cuba              | 3   | 3 | 1 | 0 | 2 | 10 | 6  | +4  |
| BRA Brasil            | 0   | 3 | 0 | 0 | 3 | 1  | 36 | -35 |

| 16 de julho 9:00           |       |                      |                                             |
| Trinidad e Tobago          | 2 – 1 | Cuba                 | Árbitros: AUS Murray Grime CAN Sumesh Putra |
| Browne 54' Whittington 65' |       | Blanco Hernández 47' | Árbitros: AUS Murray Grime CAN Sumesh Putra |

| 16 de julho 11:00 |        |        |                                                    |
| Argentina | 19 – 0 | Brasil | Árbitros: CHI Diego Wenz Kupfer USA Gus Soteriades |
| R. Vila 2' Lombi 15', 23', 40', 66' Almada 16', 36', 48', 69' T. Argento 21', 56' Paredes 28' L. Vila 33', 61' Gilardi 35', 59' L. Argento 56' Rossi 57', 67' |        |        | Árbitros: CHI Diego Wenz Kupfer USA Gus Soteriades |

| 18 de julho 15:00                   |       |      |                                               |
| Argentina                           | 4 – 0 | Cuba | Árbitros: USA Gus Soteriades CAN Sumesh Putra |
| R. Vila 11' Ibarra 48', 61' Rey 63' |       |      | Árbitros: USA Gus Soteriades CAN Sumesh Putra |

| 18 de julho 17:00 |       |                                                             |                                              |
| Brasil            | 1 – 8 | Trinidad e Tobago                                           | Árbitros: USA Saleem Aaron MAS Amarjit Singh |
| Alba 20'          |       | Browne 14', 32', 40' Legerton 43', 62', 68', 70' Gilkes 57' | Árbitros: USA Saleem Aaron MAS Amarjit Singh |

| 20 de julho 09:00 |       |        |                                               |
| Cuba | 9 – 0 | Brasil | Árbitros: CAN Sumesh Putra TRI Albert Marcano |
| Blanco Hernández 4' Sayas González 18', 50', 55', 67' Lemus Domínguez 32', 47' Aguilera Molina 69' Iglesias Gómez 70' |       |        | Árbitros: CAN Sumesh Putra TRI Albert Marcano |

| 20 de julho 11:00                                                    |       |                   |                                                  |
| Argentina                                                            | 7 – 1 | Trinidad e Tobago | Árbitros: USA Saleem Aaron CHI Diego Wenz Kupfer |
| Lombi 32', 50', 54' T. Argento 43' Rossi 46' Paredes 58' L. Vila 69' |       | Whittington 44'   | Árbitros: USA Saleem Aaron CHI Diego Wenz Kupfer |

#### Grupo B
| Equipe                    | Pts | J | V | E | D | GF | GC | Dif |
| ------------------------- | --- | - | - | - | - | -- | -- | --- |
| CAN Canadá                | 7   | 3 | 2 | 1 | 0 | 6  | 2  | +4  |
| CHI Chile                 | 6   | 3 | 2 | 0 | 1 | 4  | 4  | 0   |
| AHO Antilhas Neerlandesas | 3   | 3 | 1 | 0 | 2 | 3  | 5  | -2  |
| USA Estados Unidos        | 1   | 3 | 0 | 1 | 2 | 4  | 6  | -2  |

| 16 de julho 15:00               |       |                |                                                |
| Chile                           | 2 – 1 | Estados Unidos | Árbitros: MAS Amarjit Singh CUB Raúl Peña Vila |
| Kuhlenthal 18' Koppenberger 37' |       | P. Harris 9'   | Árbitros: MAS Amarjit Singh CUB Raúl Peña Vila |

| 16 de julho 17:00 |       |                     |                                                |
| Canadá            | 2 – 0 | Antilhas Holandesas | Árbitros: ARG Germán Montes TRI Albert Marcano |
| Grimes 22', 68'   |       |                     | Árbitros: ARG Germán Montes TRI Albert Marcano |

| 18 de julho 9:00   |       |                          |                                                    |
| Canadá             | 2 – 2 | Estados Unidos           | Árbitros: ARG Germán Montes URU Daniel López Ramos |
| Fernandes 21', 53' |       | Martin 33' P. Harris 59' | Árbitros: ARG Germán Montes URU Daniel López Ramos |

| 18 de julho 11:00     |       |                          |                                               |
| Antilhas Neerlandesas | 1 – 2 | Chile                    | Árbitros: TRI Albert Marcano AUS Murray Grime |
| Hop 57'               |       | Montegu 4' Rodríguez 64' | Árbitros: TRI Albert Marcano AUS Murray Grime |

| 20 de julho 15:00 |       |                          |                                                     |
| Estados Unidos    | 1 – 2 | Antilhas Holandesas      | Árbitros: CUB Raúl Peña Vila URU Daniel López Ramos |
| Ginolfi 7'        |       | Hardeman 3' Elsenaar 64' | Árbitros: CUB Raúl Peña Vila URU Daniel López Ramos |

| 20 de julho 17:00    |       |       |                                              |
| Canadá               | 2 – 0 | Chile | Árbitros: AUS Murray Grime MAS Amarjit Singh |
| Grimes 19' Short 50' |       |       | Árbitros: AUS Murray Grime MAS Amarjit Singh |

### Fase final

#### Semifinal
| 22 de julho 14:30                            |       |                            |                                               |
| Argentina                                    | 5 – 2 | Chile                      | Árbitros: CAN Sumesh Putra USA Gus Soteriades |
| Lombi 3', 47' R. Vila 29' Rey 66' Almada 68' |       | Montegu 43' Kuhlenthal 52' | Árbitros: CAN Sumesh Putra USA Gus Soteriades |

| 22 de julho 17:00                          |             |                       |                                              |
| Canadá                                     | 4 – 3 (pro) | Trinidad e Tobago     | Árbitros: AUS Murray Grime ARG Germán Montes |
| Singh 18' Fernandes 37', 82' (GG) Deol 51' |             | Legerton 7', 10', 55' | Árbitros: AUS Murray Grime ARG Germán Montes |

#### Disputa pelo bronze
| 25 de julho 14:30                                 |       |                                  |                                               |
| Chile                                             | 5 – 3 | Trinidad e Tobago                | Árbitros: USA Gus Soteriades USA Saleem Aaron |
| Kapsch 18', 27', 70' Montegu 33' Kannegiesser 55' |       | Quan Chan 30', 36' Toussaint 51' | Árbitros: USA Gus Soteriades USA Saleem Aaron |

#### Final
| 25 de julho 17:00     |                 |                          |                                                   |
| Argentina             | 2 – 2 (4–5 pen) | Canadá                   | Árbitros: AUS Murray Grime URU Daniel López Ramos |
| R. Vila 19' Lombi 54' |                 | Fernandes 47' Grimes 57' | Árbitros: AUS Murray Grime URU Daniel López Ramos |

## Classificação final
| Posição           | Equipe                | Campanha (V-E-D) |
| ----------------- | --------------------- | ---------------- |
| Medalha de ouro   | Canadá                | (4-1-0)          |
| Medalha de prata  | Argentina             | (4-0-1)          |
| Medalha de bronze | Chile                 | (3-0-2)          |
| 4                 | Trinidad e Tobago     | (2-0-3)          |
| 5                 | Cuba                  | (3-0-2)          |
| 6                 | Antilhas Neerlandesas | (2-0-3)          |
| 7                 | Estados Unidos        | (1-1-3)          |
| 8                 | Brasil                | (0-0-5)          |